# Josep Massot i Planes
Josep Massot i Planes (Palma, 1876 - Pòrtol, Mallorca Occidental, 1943). Funcionari de Correus, músic, compositor, recopilador de Música tradicional i folklorista.
Fill del music Guillem Massot Beltran, del qual rebé les primeres lliçons de música. El 1891 començà l'estudi del violí. També tocarà el piano i rebrà classes particulars del pianista José Tragó. L'any 1906 es casa amb Antònia Capó Garau. Tenen 2 fills, Guillem i Josepa, i 4 nets, Josep, Joan, Guillem i Biel.
A partir de 1908 és professor de Música al col·legi dels Germans de les Escoles Cristianes, a Palma. Residí a Madrid del 1894 al 1900, on estudià al Conservatori Nacional. Al tornar a Mallorca, recollí i harmonitzà (1900-1925) cançons populars mallorquines. Una d'aquestes cançons va ser premiada al 1932 en el Concurs Nacional de Música. Part de la seva obra ha estat publicada (1984). Mor a Pòrtol, l'any 1943, als 68 anys.

## Biografia
Josep Massot i Planes va néixer el 20 de juliol de 1876 a Palma, quart fill del músic Guillem Massot i Beltran (1842-19000). Des de molt petit demostrà un gran interès per la música, en la qual tingué com a únic mestre el seu pare, qui també va ser mestre del folklorista mallorquí, Antoni Noguera. En la seva vocació musical influí l'exemple del seu germà major, el sacerdot Melcior Massot i Planes (1870-1953), futur organista de l’església de Santa Eulàlia, a Palma, deixeble igualment del seu pare.
Josep Massot donà mostres ben aviat del seu talent, quan feia el segon curs de batxillerat, al final de 1888, va ser organista de la parròquia de la Vileta. El 1891 començà l'estudi del violí i el gener de l'any següent tocà com a violí segon a las Laudes del seu pare, dedicades a l'Arxiconfraria de Filles de Maria a l'església de Santa Eulàlia. L'abril de 1893, el jesuïta José Chevarría el nomenà cap de la Secció de Música de la Congregació Mariana de Monti-sion i, al mateix any, per tal de guanyar-se la vida, donà les seves primeres classes de música. Tanmateix, el seu pare -carregat de fills i en una situació econòmica poc brillant- el convencé que no es dedicàs exclusivament a la carrera musical i, després d'acabar el batxillerat el gener de 1892, es preparà per a oposicons al Cos de Correus, primer a Mallorca mateix i a partir del febrer de 1894 a Madrid, on aprofità per fer estudis oficials de solfeig al Conservatori Nacional.
Allà continuà els estudis al Conservatori durant molts anys, fins a setè curs de piano, sempre amb qualificacions excel·lents, i alhora anà a classe particular -des de juliol de 1896- amb el pianista José Tragó -professor igualment al Conservatori Nacional-, del qual va ser un dels deixebles més estimats. Aquesta dedicació a la música no li resultà gens fàcil, ja que la seva situació econòmica d'aquests anys fou sempre precària i molt sovint hagué d'arribar a empenyorar objectes valuosos seus o del seu germà Melcior -que l'ajudava tant com podia- a fi de poder pagar les matrícules corresponents. Per tal de fer-se un sobresou, doncs, s'enginyà per tocar l'harmònium, o el piano i, fins i tot, feu de secretari, durant un any i mig, de l'erudit mallorquí Gabriel Llabrés i Quintana. L'excés de feina perjudicà la seva salut i el 1899 contragué una malaltia de tipus nerviós, que el metge qualificà de “neurastènia” que li perdurà tota la vida.
El juliol de 1900 fou traslladat a l'Administració principal de Correus de Palma, on alternà la feina amb el càrrec d'ambulant a diversos pobles. L'octubre d'aquell any començà a donar classes de música a Mallorca i es dedicà a compondre peces de caràcter divers, algunes de les quals li foren premiades a certàmens i altres foren estrenades o publicades. Cal destacar l'himne dels terciaris franciscans Oh sant dolcíssim, amb lletra de Maria-Antònia Salvà (1909), i altres himnes amb lletra de Miquel Costa i Llobera i de Llorenç Riber. Mentrestant, el setembre de 1906 es casà amb Antònia Capó. A partir del mes de novembre de 1908 fou professor de música del col·legi dels Germans de les Escoles Cristianes, a Palma.
Degut a vàries desgràcies familiars -mort de germans i d'oncles i sobretot pèrdua de la primera filla, nascuda morta el desembre de 1911-, es desfeu la seva naturalesa, mescla d'una voluntat forta i d'un temperament constitucionalment feble. La situació s'agreujà tant que, a causa d'una profunda anèmia, hagué de sol·licitar la baixa del Cos de Correus des del juliol fins al setembre de 1912. Aviat els metges li aconsellaren que deixàs la ciutat i regentàs una estafeta tranquil·la de qualsevol poble. Com que no n'hi havia cap de vacant, finalment el desembre de 1914 crearen, exclusivament per a ell, la nova estafeta de Santa Maria del Camí, on es traslladà el gener de 1915.
El maig de 1919 morí a Palma, quan encara no tenia dos anys, la seva filla Josepa i això li provocà una forta crisi que aguditzà la “neurastènia” diagnosticada a la seva joventut. Degut a la depressió en què estava sumit, els metges neuròlegs li aconsellaren un canvi d'ambient. El 1921 el tornarà a traslladar a Palma i el juliol de 1925 aconseguí ser enviat a l'Administració principal de Correus de Barcelona. El 1934 fou destinat durant uns quants mesos a Saragossa, però el mes d'abril tornà a Barcelona com a inspector provincial, càrrec que ocupà fins al començament de la guerra civil.
A Barcelona, l'estat d'ànim de Josep Massot i Planes millorà sensiblement i intervingué d'una manera molt activa en les vetllades organitzades pels germans de les Escoles Cristianes de la Bonanova -on era professor de música dels germans mateixos i on estudiava el seu fill Guillem, nat el 1913- i el Col·legi Condal, també dels germans de les Escoles Cristianes. A més de dedicar-se a les activitats folklòriques, tornà a compondre algunes peces, entre les quals un Himne a la Mare de Déu de Montserrat (op. 36), per encàrrec dels germans de La Salle.
El juliol de 1936, tanmateix, l'esclat de la guerra civil, l'incendi de les esglésies de Barcelona i la possibilitat que les tropes de Bayo desembarcades a Mallorca poguessin assassinar la seva família -sobretot el seu germà Melcior- influïren altre cop desfavorablent sobre Massot. El seu abatiment arribà al màxim després de la guerra: el març de 1939 fou empresonat per les noves autoritats franquistes, que el tingueren més de quaranta dies a la presó sense cap motiu. El gener de 1940 fou depurat, amb tots els pronunciaments favorables, i reingressà al Cos de Correus, però noves denúncies -igualment immotivades- li valgueren un segon expedient de depuració, del qual sortí lliure i sense cap càrrec.
El setembre de 1942 fou jubilat per malaltia, amb la categoria de Cap d'Administració de primera classe, i es retirà a la casa que la seva muller tenia a Pòrtol. Aviat hi contragué una encefalitis letàrgica, que el dugué a la mort el 28 de maig de 1943.
El 17 de març de 1945, a la sala d'actes de la Joventut Seràfica de Palma, fou proclamat fill il·lustre de l'Ordre Terciari i el poeta Guillem Colom i Ferrà en llegí un elogi bibliogràfic. La Capella Clàssica de Mallorca hi interpretà algunes cançons populars harmonitzades per ell, i un grup del cor de Sant Francesc cantà l'Himne regional franciscà -Oh sant dolcíssim- i d'altres cançons franciscanes que havia musicat. Guillem Colom mateix, Miquel Forteza Pinya i Llorenç Moyà Gilabert li dedicaren en aquella avinentesa poemes In memoriam (datats el 1945), publicats a la revista “El Heraldo de Cristo”, l'abril de 1946.

## Cançoner musical de Mallorca
El “Cançoner Musical de Mallorca”, publicat l'any 1948 per la Secció Cultural de “Sa Nostra”, consisteix en l'edició íntegra de la Colección de Cantos, Bailes y Tocatas populares de la Provincia de Baleares -que Josep Massot presentà al Concurs Musical incorporat a l'Exposició de l'any 1910 de la Reial Acadèmia de Belles Arts de Madrid l'any 1910-, posat que és l'única part de la totalitat del material recollit per Massot que es trobava complet i coherent, ja que la resta estava format per esborranys més o menys definitius i intel·ligibles i el seu net, Josep Massot i Muntaner, decidí publicar aquella primera part. Algunes persones que hi col·laboraren foren Maria del Mar Bonet i Toni Artigues, així com Bartomeu Mestre, cap de la Secció Cultural de “Sa Nostra”.
Les lletres de les cançons, a vegades fragmentàries, han estat conservades intactes, sense fer-hi cap canvi llevat d'una modernització de l'ortografia que en respecta totes les peculiaritats dialectals d'acord amb l'original. Massot, amb la finalitat d'oferir textos “complets”, transcriví lletres aparegudes a revistes o llibres anteriors, a vegades molt manipulades pels col·lectors respectius, com és el cas de les procedents del Romancer de Marià Aguiló.

### Col·lector i harmonitzador de cançons populars
Josep Massot s'interessà constantment per la recollida i estudi de les cançons populars de Mallorca i de les altres illes de les Balears, dedicant-hi tot el temps que podia, malgrat la seva salut feble i l'excés de feina.
L'afecció de Josep Massot a la cançó popular venia de lluny. Ell mateix explica que, del 19 al 25 d'octubre de 1895 assistí als cinc concerts que donà a Palma la Capella Russa, que li encomanaren, segons el seu fill Guillem, una “fervent devoció al folklore”. L'octubre de 1897, d'altra banda, es matriculà per escoltar les conferències sobre cançó popular que feia a l'Ateneu de Madrid el seu amic Felip Pedrell, i el 28 de juny de 1909 l'Orfeó Mallorquí li demanà que formàs part del jurat “en el concurso organizado por esta Sociedad, que tendrà lugar el 3 de julio próximo”, concurs “de bailes típicos, cantos y glossades”, en el qual actuà efectivament com a vocal.
D'ençà que s'establí definitivament a Mallorca, el 1900, començà a recollir-hi cançons populars. Tanmateix, hi hagué un fet que el mogué a accelarar-ne la recollida: la convocatòria, el 9 de juliol de 1909, per part de la Reial Acadèmia de Belles Arts de Madrid, d'un concurs per a premiar la col·lecció de cants i danses d'una província espanyola. Això el dugué a recórrer personalment, una o diverses vegades, una bona part dels pobles de Mallorca. D'altra banda, feu anar a casa seva persones de diferents pobles perquè li cantassin cançons i li tocassin instruments populars, i fou ajudat en la seva tasca per bons amics seus, com Estanislau Aguiló -que li feu recerques d'arxiu sobre els tamborers de la Sala- o Bartomeu Vich, els sacerdots Joan Parera, Francesc Forteza i Rafel Vich -organista, deixeble seu-, o els franciscans Joan Rubí i Joan Garcia. També, a través del mestre Taltavull, obtingué algunes melodies pròpies de Menorca.
El 18 de setembre de 1910, Josep Massot autoritzà per escrit el seu amic José de España Gil, “Jefe del Negociado Servicio Interior” de la “Dirección General de Correos” de Madrid, perquè pogués presentar en nom seu a “la Subsecretaría del Ministerio de Instrucción Pública y Bellas Artes” la Colección de Cantos, Bailes y Tocatas populares de la Provincia de Baleares -lema “Qui canta, sos mals espanta”- que enviava “para el Concurso Musical incorporado a la Exposición del corriente año”. El març de 1911 fou publicat el veredicte del jurat al “Boletín de la Real Academia” i el ponent, Cecilio de Roda, hi assenyalava que les tres millors col·leccions presentades eren les de Pontevedra, Lleó i les Balears, i els dolia de “no disponer de otros premios que permitieran la meritísima labor representada en las notabilísimas colecciones de León y Baleares”.
Posteriorment, entre 1911 i 1917 harmonitzà diverses cançons mallorquines, algunes de les quals varen aconseguir una gran popularitat a través de la Capella Clàssica de mossèn Joan Maria Thomàs: Lo Galant (op. 29), Vida trista (op. 30), El qui sega (op. 31), L'infant i la dida (op. 32) i A la Ciutat de Nàpols (op. 33), i el 7 d'octubre de 1917 guanyà un premi als Jocs Florals de “La Nostra Parla” celebrats a Palma, amb la Cançó del Glosar. Podem precisar que el jurat tècnic que li concedí aquest premi era format pel mestre Lluís Millet (president) i pels monjos de Montserrat Anselm Ferrer i Gregori M. Suñol (vocals).
El material recollit per Massot fou comunicat, a vegades a altres investigadors. Estava en contacte amb l'Arxiu d'Etnografia i Folklore de Catalunya, fundat el 1915 per Tomàs Carreras i Artau, del qual rebia les enquestes i les publicacions, i consta que el 1912 envià “cantos populares mallorquines” a la belga Mathilde de Cannart d'Hamale, la qual va compondre un “vals amb el motiu d'un d'aquests cants, afegint desenvolupaments i modulacions per evitar la monotonia” i va arreglar i publicar una marxa titulada “Ball dels cavallets” (20 d'agost de 1913).
Josep Massot continuà completant i millorant el seu treball fins al seu trasllat a Barcelona, el 1925, i el 1932 tornà a optar al Concurs Nacional de Música, on aquest cop se li concedí el primer premi.
Malgrat el seu allunyament de Mallorca, Massot anà encara enriquint la seva col·lecció, que arribà a sobrepassar les mil melodies, i arreplegà un bon nombre de lletres i d'altre material folklòric. En retirar-se, el 1943, reprengué aquestes tasques i incicià una altra obra que volia presentar al Primer Concurs de Belles Arts. Malhauradament, morí abans de poder enllestir-la del tot.

### Intents de publicació
El 1924 se li presentà una primera oportunitat de publicar part de la seva obra, a la revista “Hispania”, però malgrat figurava com a col·laborador de la mateixa, no s'arribà a publicar el seu treball, ja que la revista es va deixar de publicar.
Després de la mort de Josep Massot, el 1943, el seu fill Guillem va aconseguir publicar diversos articles a la revista “Vínculo”, del col·legi La Salle de Palma, despertant l'interés de Llorenç Riber. Així mateix, el 1944 Francesc de Borja Moll comunicà també la voluntat d'ajudar en la publicació, a través del contacte entre el Pare Guillem Batllori i el Pare Nemesio Otaño. Malgrat tot, aquestes gestions no varen ser fructíferes.
Quinze anys més tard, el mestre Manuel Palau, aleshores director de l'Institut de Musicologia Valenciana, es va interessar pel material de Josep Massot i arribà amb el seu fill Guillem a un acord per tal de publicar-lo íntegre. Josep Massot i Muntaner, fill de Guillem i net de Josep Massot i Planes, que en aquell temps iniciava la carrera universitària, fou encarregat de preparar el Cançoner des del punt de vista literari i de redactar-ne els pròlegs corresponents. Tanmateix, les dificultats econòmiques s'imposaren i impossibilitaren al mestre Palau (traspassat el 1967) complir els seus compromisos amb la família Massot.

#### Paràgrafs de les "Advertencias"
Aquests extrets de les Advertencias acompanyaven la Colección de Cantos, Bailes y Tocatas populares de la Provincia de Baleares, concebudes per Josep Massot i Planes per explicar els propòsits i el mètode que va utilitzar en el seu treball:
“Todos los Cantos, Tocatas y Bailes contenidos en esta Colección han sido tomados de oído directamente de la viva voz del pueblo por el que lo escribe, con la mayor escrupulosidad y exactitud, tal como las han dictado personas humildes e iletradas del campo, que no han tenido otra escuela que las rudas fatigas de la vida payesa. Por esto y por la gran libertad que permite la estructura especial de estas canciones, podría decirse que no ya cada pueblo sino cada cantador, y aun la misma persona cada vez que repite su canción, ofrecen de ella una versión distinta. Sería, pues, inacabable el número de las que podrían presentarse, y trabajo de mucho análisis y de mucha crítica el discernir entre todas cual sea la más genuina. No es esto seguramente lo que exige esa Real Academia, y por lo mismo se ha limitado el colector a dar de cada canción un número mayor o menor de versiones según su importancia, transcribiéndolas exactamente como las ha oído, y anotando a la derecha de cada una el pueblo en que la ha recogido, sin que con ello intente decidir lo que haya en las variantes que ofrece el texto de peculiar de aquella región o de exclusivamente personal del cantador.
Tampoco ha tenido el colector un criterio estético demasiado rígido; en el campo popular abunda más la zizaña que el buen trigo, y no sería posible una colección que pudiera llamarse general y completa, si de ella se había de quedar inexorablemente todo lo que de vulgar y trivial nos han dejado en herencia los siglos XVII y XVIII, de lastimosa memoria en estas islas”.

## Obres
Piano: 
- All Antico (1916)
- Anyorança (1911)
- Colección de piezas para principiantes (1907-1909)

Orgue:
- Alla Capella. Meditació (1908)

Música d'Orquestra: 
- Pieza sinfónica (1905)

Música Coral:
- Cançoner Musical de Mallorca (1984)
- Bendita tu (1904)
- Salve (1901)
- Te deum para S.S. Pio X (1908)